# Lenguas sira
Las lenguas sira son un subdivisión de las lenguas bantúes, codificado como subgrupo B.40 en la clasificación de Guthrie. De acuerdo con Nurse & Philippson (2003), junto conalgunas de las lenguas del subgrupo H.10 forman un grupo filogenéticamente válido. Las lenguas del grupo filogenético son:
(B.40) Punu, Bwisi, Varama, Vungu, Shira-Bwali, Sangu, Lumbu, (H.10) Vili, Kunyi.
Maho (2009) añade el ngubi. Además, la lengua pigmea no clasificada, el rimba (irimba) se considera a veces un dialecto del punu.

## Comparación léxica
Los numerales en diferentes lenguas sira son:
| GLOSA | Lumbu       | Punu          | Sangu     | Shira       | Varama      | PROTO- SIRA |
| ----- | ----------- | ------------- | --------- | ----------- | ----------- | ----------- |
| '1'   | ìmwɛːɣə     | (y)ìmôːsì     | ìmôːsì    | ɣìmôːsì     | ɣífìːmbə̀    | *ɣi-mosi    |
| '2'   | wálì        | bìběʤì        | bìbèyì    | bìbèyì      | bìbèyì      | *-badi      |
| '3'   | ìtátù       | bìtǎtù        | bìrèrù    | bìrèrù      | bìrèrù      | *-tatu      |
| '4'   | yínə        | bǐnə̀          | bǐːbìnə̀   | bìnə̀        | bìnə̀        | *-nə        |
| '5'   | yìráːnù     | bìrǎːnù       | bìràːnù   | bìràːnù     | bìràːnù     | *-raːnu     |
| '6'   | yìsàmúnù    | bìsyàmúnù     | bìsàːmùnù | bìsyàmə̀nə̀   | bìsyàmànù   | *syamanu    |
| '7'   | yìsã́mbwáːlì | (y)ísâmbwá ̂lì | tsâːmbù   | 4+3         | 4+3         | *-sambwali  |
| '8'   | yìnáːnə     | (y)ínánə̀      | pòːmbù    | ɣìnánə̀      | ɣìnànə̀      | *ɣi-naːnə   |
| '9'   | yífù        | (y)ífù        | íwè       | kàmbə̀ môːsì | kàmbə úmôsì | *-vwa       |
| '10'  | kúːmì       | dìɣúmì        | dìɣùmì    | dìɣùmì      | díɣùmì      | *kuːmi      |